# حصان نشر

رسم تخطيطي لجحش نجارة.

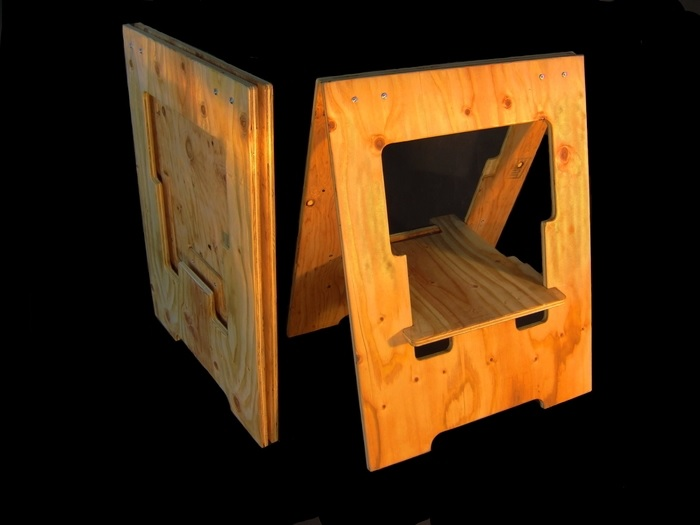
جحش نجارة قابل للطي.

الجَحْش أو حصان النشر أو الزِّفراة أو جحش النجارة أو مسند النجارفي النجارة هو هيكل قائم يستخدم لدعم الخشب أو الألواح للنشر. يمكن أن يدعم زوج جحش النجارة اللوح الخشبي ويشكل سقالة.